# Rafał Gębura
Rafał Gębura (ur. 1988) – polski dziennikarz oraz youtuber. Twórca talk-show internetowego 7 metrów pod ziemią.

## Kariera
Rafał Gębura studiował dziennikarstwo. Pracował w TVN24, Faktach, Radiu Kolor czy Newsweeku. 
W 2017 roku założył kanał w serwisie YouTube, na którym publikowane są odcinki internetowego talk-show 7 metrów pod ziemią.
W 2018 roku otrzymał nagrodę Grand Video Awards w kategorii Debiut Roku, oraz został laureatem konkursu MediaTor 2018.
Rafał Gębura napisał książkę pt. Otwórz Oczy, wydaną w 2019 r. przez wydawnictwo Altenberg. 
W 2020 roku jego kanał przekroczył liczbę miliona subskrypcji.
Wyreżyserował film dokumentalny pt. Sexwork.pl, który swoją premierę miał na platformie Canal+ online 18 października 2024 roku.